# Enough
Enough ("Genoeg") is een Amerikaanse film uit 2002, geregisseerd door Michael Apted. De hoofdrollen worden vertolkt door Jennifer Lopez en Billy Campbell.

## Verhaal
Nadat Slim (Jennifer Lopez) ontdekt heeft dat haar man Mitch (Billy Campbell) haar bedrogen heeft, wordt ze door hem mishandeld. Ze loopt met haar dochtertje van hem weg maar ze worden niet met rust gelaten. De enige uitweg is hem te trotseren.

## Rolverdeling
- Jennifer Lopez - Slim Hiller
- Billy Campbell - Mitch Hiller
- Tessa Allen - Gracie Hiller
- Juliette Lewis - Ginny
- Dan Futterman - Joe
- Noah Wyle - Robbie
- Fred Ward - Jupiter
- Janet Carroll - Mevr. Hiller
- Bill Cobbs -Jim Toller
- Christopher Maher - Phil

## Prijzen en nominaties
- 2002 - Teen Choice Award
  - Genomineerd: Beste actrice in een dramafilm (Jennifer Lopez)
- 2003 - Razzie Award
  - Genomineerd: Slechtste actrice (Jennifer Lopez)

## Trivia
- De rol van Slim was oorspronkelijk bedoeld voor Sandra Bullock.